# Beaumont-en-Véron
Beaumont-en-Véron is een gemeente in het Franse departement Indre-et-Loire (regio Centre-Val de Loire). De plaats maakt deel uit van het arrondissement Chinon. Beaumont-en-Véron telde op 1 januari 2022 2.719 inwoners.

## Geografie
De oppervlakte van Beaumont-en-Véron bedraagt 18,9 km², de bevolkingsdichtheid is 148,6 inwoners per km².

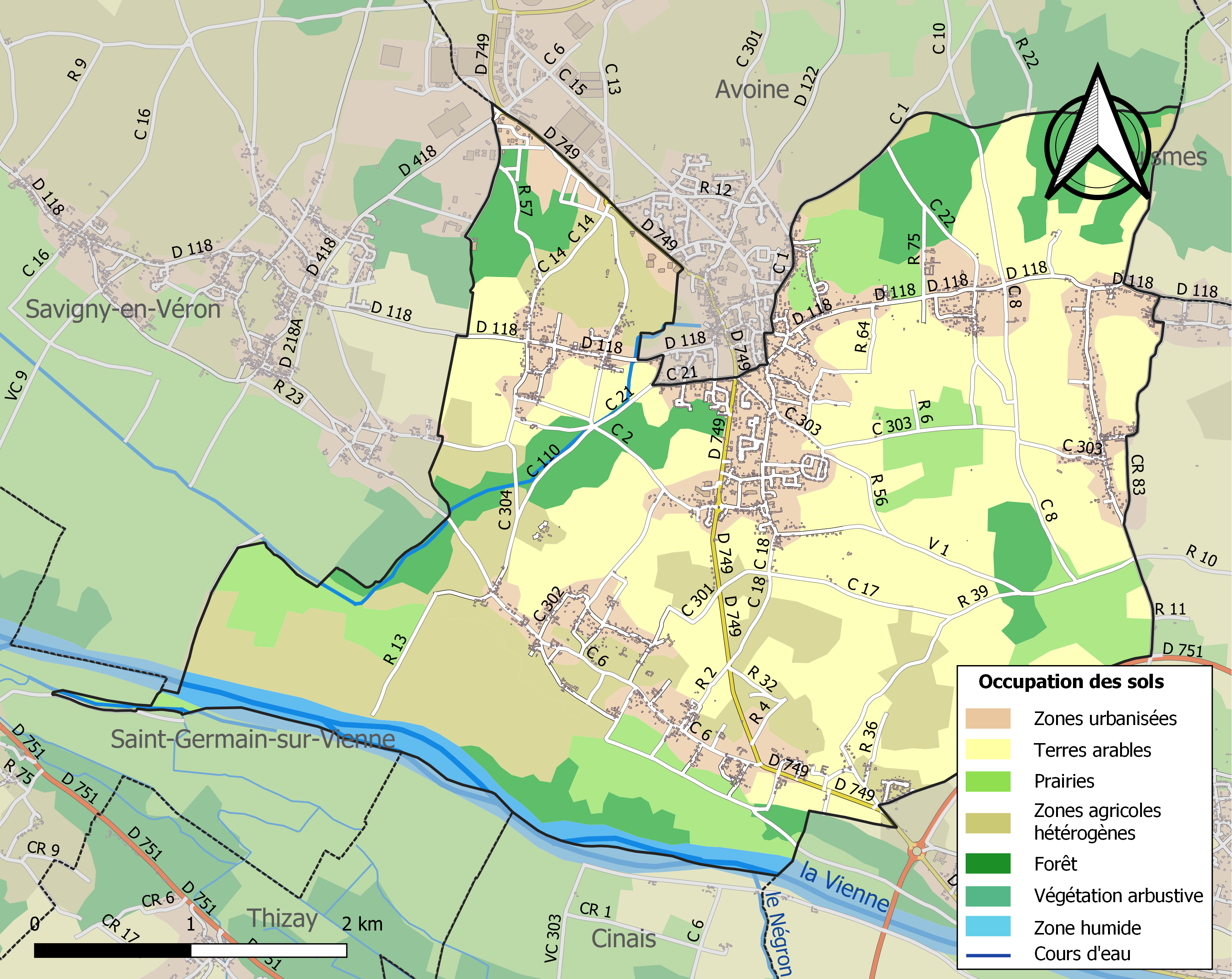
Kaart van de gemeente met de belangrijkste infrastructuur, bodemgebruik en omliggende gemeenten

## Demografie
Onderstaande figuur toont het verloop van het inwonertal (bron: INSEE-tellingen).